# 추수경
추수경(秋水鏡, 1530년 ∼ 1600년)은 명나라의 장수이다.

## 생애
22세 시절이던 1552년 음서로써 명나라 관료 직에 입문한 그는 1591년(조선 선조 24) 명나라의 무강자사(武康刺史)가 되었다. 1592년 임진왜란이 일어나자 이여송(李如松)의 부장(副將)으로서 명나라 총병아장(摠兵亞將)으로 아들 5형제와 함께 조선에 파병되었다.
1593년 곽산에서 왜적을 격파하고, 김응서(金應瑞)와 함께 평양성을 탈환하였으며, 개성ㆍ한양 수복작전에 참여하는 등 전공을 세웠다. 1598년 정유재란 때 전주 전투에서 왜군 기습을 받아 중상을 입고, 전주사고(全州史庫)를 지키다가 1600년 조선에서 순국했다. 추수경 장군의 묘역은 전라북도 완주군 봉동읍 은하리에 있다. 시호(諡號)는 충장공(忠壯公)이다.

## 추모
완산부원군(完山府院君)에 추봉되었고, 1604년(선조 37) 호성공신에 추서되었다. 부여의 충현사(忠賢祠)에 제향되었다.

## 가족 관계
추수경은 고려 충렬왕 때 민부상서(民部尙書)·예문관제학(藝文館提學)을 지낸 추적(秋適)의 7대손이다. 추적(秋適)의 손자인 추유(秋濡)가 중국으로 환국하여 명나라 개국공신이 되고, 벼슬이 호부상서(戶部尙書)에 이르렀다.
- 증조부 : 추섭(秋燮)
  - 조부 : 병부상서 추서(秋墅)
    - 부 : 이부시랑 추천일(秋天日)
      - 아들 : 추로(秋蘆)
      - 아들 : 추적(秋荻)
      - 아들 : 추국(秋菊)
      - 아들 : 추지(秋芝)
      - 아들 : 추란(秋蘭)

## 문화재
- 추수경장군묘역(秋水鏡將軍墓域) : 전라북도 지정문화재 기념물 제94호[4]